# Ilshofen
Ilshofen é uma cidade da Alemanha, no distrito de Schwäbisch Hall, na região administrativa de Estugarda, estado de Baden-Württemberg.